# 拉迪尼亚克
拉迪尼亚克（法語：Ladinhac，法語發音：[ladiɲak]）是法国康塔尔省的一个市镇，属于欧里亚克区。

## 地理
拉迪尼亚克（44°45'18"N, 2°30'30"E）面积26.72 平方千米，位于法国奥弗涅-罗讷-阿尔卑斯大区康塔爾省，该省份为法国中南部省份，位于法國中央高原中心，北起科雷兹省、上盧瓦爾省和多姆山省，西接洛特省和科雷兹省，南至阿韦龙省和洛特省，东临上盧瓦爾省和洛泽尔省。
与拉迪尼亚克接壤的市镇（或旧市镇、城区）包括：米罗尔、拉贝瑟雷特、拉卡佩勒-代勒弗赖斯、拉弗亚德昂韦济、拉佩吕格、勒康、普吕内。

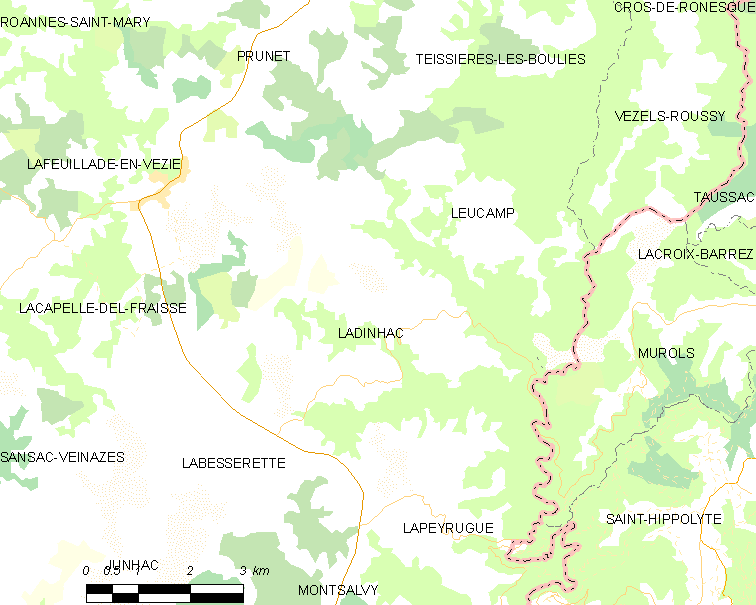
拉迪尼亚克的OSM定位图

拉迪尼亚克的时区为UTC+01:00、UTC+02:00（夏令时）。

## 行政
拉迪尼亚克的邮政编码为15120，INSEE市镇编码为15089。

## 政治
拉迪尼亚克所属的省级选区为塞尔河畔阿尔帕容县。

## 人口

1962-2008年间拉迪尼亚克人口变化图示

拉迪尼亚克于2022年1月1日时的人口数量为435人。